# Мария I (королева Англии)
Мари́я I (18 февраля 1516, дворец Плацентия, Лондон — 17 ноября 1558, Сент-Джеймсский дворец, Лондон) — первая коронованная королева Англии и Ирландии с 1553 года, королева-консорт Испании с 16 января 1556 года, старшая дочь Генриха VIII от брака с Екатериной Арагонской. Также известна как Мария Кровавая (или Кровавая Мэри, англ. Bloody Mary), Мария Католичка.

## Детство и юность
До рождения Марии Тюдор все дети Генриха VIII и Екатерины Арагонской умирали во время внутриутробного развития или сразу после родов, и появление на свет здоровой девочки вызвало большую радость в королевской семье.
Девочку окрестили в монастырской церкви близ дворца Гринвич спустя три дня, нарекли её в честь любимой сестры Генриха — королевы Франции Марии Тюдор.
Первые два года жизни Мария переезжала из одного дворца в другой. Связано это было с эпидемией английского пота, которой опасался король, перебираясь все дальше и дальше от столицы.
Свита принцессы в эти годы состояла из леди-наставницы, четырёх нянек, прачки, капеллана, постельничего и штата придворных. Все они одевались в цвета Марии — голубой и зелёный.
К осени 1518 года эпидемия отступила, и двор возвратился в столицу и к своей привычной жизни.
В это время во Франции на престол вступил Франциск I. Ему не терпелось доказать свою силу и могущество, для чего он стремился заключить дружеский союз с Генрихом через брак Марии и французского дофина Франциска.
Переговоры завершились к осени 1518 года. Мария должна была выйти замуж по достижении дофином четырнадцатилетнего возраста. Среди условий было и такое: если у Генриха не появится наследника мужского пола, корону наследует Мария. Однако в такую возможность Генрих не верил, так как ещё надеялся на рождение сына (королева Екатерина была на последних сроках беременности), к тому же казалось немыслимым, что править страной будет женщина. Но в ноябре 1518 года Екатерина Арагонская родила мёртвого ребёнка, и Мария продолжала оставаться основной претенденткой на английский престол.
Детство Марии проходило в окружении большой свиты, соответствующей её положению. Однако родителей она видела весьма редко.
Её высокое положение слегка пошатнулось, когда любовница короля Элизабет Блаунт родила мальчика (1519). Его нарекли Генрихом, ребёнок был почитаем как имеющий королевское происхождение. Ему приставили свиту и даровали титулы, соответствующие наследнику престола.
План воспитания принцессы был составлен испанским гуманистом Вивесом. Принцесса должна была научиться правильно говорить, освоить грамматику и читать по-гречески и по-латыни. Огромное значение уделялось изучению творчества христианских поэтов, а ради развлечения ей рекомендовали читать рассказы о женщинах, пожертвовавших собой, — христианских святых и античных девах-воительницах. В свободное время она занималась верховой ездой и соколиной охотой. Однако в её образовании было одно упущение — Марию совершенно не готовили к управлению государством.
В июне 1522 года ко двору Генриха прибыл император Священной Римской империи Карл V. В честь него были устроены богатые празднества, к этой встрече готовились несколько месяцев. На ней был подписан договор о заключении помолвки между Марией и Карлом (помолвка с французским дофином была расторгнута).
Жених был старше невесты на шестнадцать лет (Марии в ту пору было только шесть). Однако если Карл воспринимал этот союз как дипломатический шаг, то Мария испытывала к своему жениху романтические чувства и даже посылала ему небольшие подарки.
В 1525 году, когда стало понятно, что Екатерина не сможет родить наследника, Генрих всерьёз задумался о том, кто станет следующим королём или королевой. Если его незаконнорождённому сыну были дарованы титулы раньше, то Мария получила титул принцессы Уэльской. Этот титул всегда носил наследник английского престола. Теперь ей необходимо было осуществлять управление своими новыми владениями на месте.
Уэльс ещё не был частью Англии, а только зависимой территорией. Управлять ею было задачей не из простых, так как валлийцы считали англичан завоевателями и ненавидели их.
Принцесса выехала в свои новые владения в конце лета 1525 года с огромной свитой. Её резиденция в Ладлоу представляла королевский двор в миниатюре. На Марию были возложены обязанности творить правосудие и выполнять церемониальные функции.
В 1527 году Генрих поостыл в своей любви к Карлу. Помолвка между ним и Марией была расторгнута незадолго до отъезда Марии в Уэльс. Теперь его интересовал союз с Францией. Марию можно было предложить в жёны самому Франциску I или одному из его сыновей. Мария вернулась в Лондон. Она достаточно подросла, чтобы блистать на балах.

## Череда мачех
Летом 1527 года Генрих решил аннулировать брак с Екатериной, Мария при этом становилась незаконной дочерью короля и теряла свои права на корону.
Следующие несколько лет Мария была для Генриха средством давления на королеву, Екатерина не признавала недействительности брака, а Генрих, угрожая ей, не позволял видеться с дочерью.
После самовольного развода Генриха жизнь Марии нисколько не улучшилась. Он вновь женился, его новой супругой стала Анна Болейн, а Мария была отправлена на услужение к мачехе, которая пыталась наладить отношения с падчерицей, но всякий раз получала отказ. Но вскоре Анна Болейн была казнена за ложную супружескую измену и Генрих VIII взял в жёны тихую и спокойную Джейн Сеймур. Она родила королю сына Эдуарда, но вскоре умерла от родильной горячки.
Теперь король менял жён очень быстро. После Джейн была Анна Клевская, затем Екатерина Говард, а последней — Екатерина Парр. Жизнь Марии теперь зависела от того, какие отношения складывались у неё с новыми жёнами короля.
После смерти Генриха Мария всё ещё не была замужем, хотя ей исполнился 31 год. Она была второй претенденткой на престол после Эдуарда — сына Генриха и Джейн Сеймур. Эдуарду было девять, когда он взошёл на престол. Он был слабым и болезненным мальчиком. Регентами при нём стали герцог Сомерсет и Уильям Педжет. Они опасались, что в случае, если Мария выйдет замуж, то с помощью супруга попробует захватить престол. Её старались держать вдали от двора и всячески настраивали малолетнего короля против старшей сестры.
Основной зацепкой для трений было нежелание Марии — преданной католички — переходить в протестантскую веру, которую исповедовал король Эдуард.
В начале 1553 года у Эдуарда обнаружились симптомы прогрессирующей стадии туберкулёза. Ослабевшего подростка заставили подписать закон о наследии. По нему королевой становилась Джейн Грей, старшая дочь герцога Саффолка. Мария и её единокровная сестра Елизавета — дочь Анны Болейн — из претендентов на престол исключались.

## Королева Англии
После смерти Эдуарда королевой действительно стала шестнадцатилетняя Джейн Грей. Во время кризиса престолонаследия Мария сумела избежать расправы и бежала в Восточную Англию. Военная операция против Марии не увенчалась успехом. Джейн Грей не имела широкой поддержки в английской элите и сумела удержаться на троне всего 9 дней, после чего корона перешла к Марии.
|  |  |                        |                        |                        |                        |                          |                          |                          |                          |                          |                          |                         |                         |                           |                           |                           |                           |                            |                            |                            |                            |                                      |                                      |                                      |                                      |                                      |                                      |                        |                        |                        |                        |                       |                       |                       |                       |  |  |                                |                                |                                |                                | Генрих VII 1457—1509           | Генрих VII 1457—1509           | Генрих VII 1457—1509 | Генрих VII 1457—1509 | Генрих VII 1457—1509  | Генрих VII 1457—1509  |                       |                       | Елизавета Йоркская 1466—1503 | Елизавета Йоркская 1466—1503 | Елизавета Йоркская 1466—1503 | Елизавета Йоркская 1466—1503 | Елизавета Йоркская 1466—1503 | Елизавета Йоркская 1466—1503 |                          |                          |                          |                          |                     |                     |                           |                           |                           |                           |                           |                           |                           |                           |                           |                           |                         |                         |                         |                         |                       |                       |                         |                         |                         |                         |                             |                             |                             |                             |                              |                              |                              |                              |                              |                              |                          |                          |                          |                          |  |  |
|  |  |                        |                        |                        |                        |                          |                          |                          |                          |                          |                          |                         |                         |                           |                           |                           |                           |                            |                            |                            |                            |                                      |                                      |                                      |                                      |                                      |                                      |                        |                        |                        |                        |                       |                       |                       |                       |  |  |                                |                                |                                |                                | Генрих VII 1457—1509           | Генрих VII 1457—1509           | Генрих VII 1457—1509 | Генрих VII 1457—1509 | Генрих VII 1457—1509  | Генрих VII 1457—1509  |                       |                       | Елизавета Йоркская 1466—1503 | Елизавета Йоркская 1466—1503 | Елизавета Йоркская 1466—1503 | Елизавета Йоркская 1466—1503 | Елизавета Йоркская 1466—1503 | Елизавета Йоркская 1466—1503 |                          |                          |                          |                          |                     |                     |                           |                           |                           |                           |                           |                           |                           |                           |                           |                           |                         |                         |                         |                         |                       |                       |                         |                         |                         |                         |                             |                             |                             |                             |                              |                              |                              |                              |                              |                              |                          |                          |                          |                          |  |  |
|  |  |                        |                        |                        |                        |                          |                          |                          |                          |                          |                          |                         |                         |                           |                           |                           |                           |                            |                            |                            |                            |                                      |                                      |                                      |                                      |                                      |                                      |                        |                        |                        |                        |                       |                       |                       |                       |  |  |                                |                                |                                |                                |                                |                                |                      |                      |                       |                       |                       |                       |                              |                              |                              |                              |                              |                              |                          |                          |                          |                          |                     |                     |                           |                           |                           |                           |                           |                           |                           |                           |                           |                           |                         |                         |                         |                         |                       |                       |                         |                         |                         |                         |                             |                             |                             |                             |                              |                              |                              |                              |                              |                              |                          |                          |                          |                          |  |  |
|  |  |                        |                        |                        |                        |                          |                          |                          |                          |                          |                          |                         |                         |                           |                           |                           |                           |                            |                            |                            |                            |                                      |                                      |                                      |                                      |                                      |                                      |                        |                        |                        |                        |                       |                       |                       |                       |  |  |                                |                                |                                |                                |                                |                                |                      |                      |                       |                       |                       |                       |                              |                              |                              |                              |                              |                              |                          |                          |                          |                          |                     |                     |                           |                           |                           |                           |                           |                           |                           |                           |                           |                           |                         |                         |                         |                         |                       |                       |                         |                         |                         |                         |                             |                             |                             |                             |                              |                              |                              |                              |                              |                              |                          |                          |                          |                          |  |  |
|  |  |                        |                        |                        |                        | Яков IV Стюарт 1473—1513 | Яков IV Стюарт 1473—1513 | Яков IV Стюарт 1473—1513 | Яков IV Стюарт 1473—1513 | Яков IV Стюарт 1473—1513 | Яков IV Стюарт 1473—1513 |                         |                         | Маргарита Тюдор 1489—1541 | Маргарита Тюдор 1489—1541 | Маргарита Тюдор 1489—1541 | Маргарита Тюдор 1489—1541 | Маргарита Тюдор 1489—1541  | Маргарита Тюдор 1489—1541  |                            |                            | Арчибальд Дуглас 1489—1557           | Арчибальд Дуглас 1489—1557           | Арчибальд Дуглас 1489—1557           | Арчибальд Дуглас 1489—1557           | Арчибальд Дуглас 1489—1557           | Арчибальд Дуглас 1489—1557           |                        |                        | Артур Тюдор 1486—1502  | Артур Тюдор 1486—1502  | Артур Тюдор 1486—1502 | Артур Тюдор 1486—1502 | Артур Тюдор 1486—1502 | Артур Тюдор 1486—1502 |  |  | Екатерина Арагонская 1485—1536 | Екатерина Арагонская 1485—1536 | Екатерина Арагонская 1485—1536 | Екатерина Арагонская 1485—1536 | Екатерина Арагонская 1485—1536 | Екатерина Арагонская 1485—1536 |                      |                      | Генрих VIII 1491—1547 | Генрих VIII 1491—1547 | Генрих VIII 1491—1547 | Генрих VIII 1491—1547 | Генрих VIII 1491—1547        | Генрих VIII 1491—1547        |                              |                              | Анна Болейн ок.1507—1536     | Анна Болейн ок.1507—1536     | Анна Болейн ок.1507—1536 | Анна Болейн ок.1507—1536 | Анна Болейн ок.1507—1536 | Анна Болейн ок.1507—1536 |                     |                     | Джейн Сеймур ок.1508—1537 | Джейн Сеймур ок.1508—1537 | Джейн Сеймур ок.1508—1537 | Джейн Сеймур ок.1508—1537 | Джейн Сеймур ок.1508—1537 | Джейн Сеймур ок.1508—1537 |                           |                           |                           |                           |                         |                         | Мария Тюдор 1496—1533   | Мария Тюдор 1496—1533   | Мария Тюдор 1496—1533 | Мария Тюдор 1496—1533 | Мария Тюдор 1496—1533   | Мария Тюдор 1496—1533   |                         |                         | Чарльз Брэндон ок.1484—1545 | Чарльз Брэндон ок.1484—1545 | Чарльз Брэндон ок.1484—1545 | Чарльз Брэндон ок.1484—1545 | Чарльз Брэндон ок.1484—1545  | Чарльз Брэндон ок.1484—1545  |                              |                              |                              |                              |                          |                          |                          |                          |  |  |
|  |  |                        |                        |                        |                        | Яков IV Стюарт 1473—1513 | Яков IV Стюарт 1473—1513 | Яков IV Стюарт 1473—1513 | Яков IV Стюарт 1473—1513 | Яков IV Стюарт 1473—1513 | Яков IV Стюарт 1473—1513 |                         |                         | Маргарита Тюдор 1489—1541 | Маргарита Тюдор 1489—1541 | Маргарита Тюдор 1489—1541 | Маргарита Тюдор 1489—1541 | Маргарита Тюдор 1489—1541  | Маргарита Тюдор 1489—1541  |                            |                            | Арчибальд Дуглас 1489—1557           | Арчибальд Дуглас 1489—1557           | Арчибальд Дуглас 1489—1557           | Арчибальд Дуглас 1489—1557           | Арчибальд Дуглас 1489—1557           | Арчибальд Дуглас 1489—1557           |                        |                        | Артур Тюдор 1486—1502  | Артур Тюдор 1486—1502  | Артур Тюдор 1486—1502 | Артур Тюдор 1486—1502 | Артур Тюдор 1486—1502 | Артур Тюдор 1486—1502 |  |  | Екатерина Арагонская 1485—1536 | Екатерина Арагонская 1485—1536 | Екатерина Арагонская 1485—1536 | Екатерина Арагонская 1485—1536 | Екатерина Арагонская 1485—1536 | Екатерина Арагонская 1485—1536 |                      |                      | Генрих VIII 1491—1547 | Генрих VIII 1491—1547 | Генрих VIII 1491—1547 | Генрих VIII 1491—1547 | Генрих VIII 1491—1547        | Генрих VIII 1491—1547        |                              |                              | Анна Болейн ок.1507—1536     | Анна Болейн ок.1507—1536     | Анна Болейн ок.1507—1536 | Анна Болейн ок.1507—1536 | Анна Болейн ок.1507—1536 | Анна Болейн ок.1507—1536 |                     |                     | Джейн Сеймур ок.1508—1537 | Джейн Сеймур ок.1508—1537 | Джейн Сеймур ок.1508—1537 | Джейн Сеймур ок.1508—1537 | Джейн Сеймур ок.1508—1537 | Джейн Сеймур ок.1508—1537 |                           |                           |                           |                           |                         |                         | Мария Тюдор 1496—1533   | Мария Тюдор 1496—1533   | Мария Тюдор 1496—1533 | Мария Тюдор 1496—1533 | Мария Тюдор 1496—1533   | Мария Тюдор 1496—1533   |                         |                         | Чарльз Брэндон ок.1484—1545 | Чарльз Брэндон ок.1484—1545 | Чарльз Брэндон ок.1484—1545 | Чарльз Брэндон ок.1484—1545 | Чарльз Брэндон ок.1484—1545  | Чарльз Брэндон ок.1484—1545  |                              |                              |                              |                              |                          |                          |                          |                          |  |  |
|  |  |                        |                        |                        |                        |                          |                          |                          |                          |                          |                          |                         |                         |                           |                           |                           |                           |                            |                            |                            |                            |                                      |                                      |                                      |                                      |                                      |                                      |                        |                        |                        |                        |                       |                       |                       |                       |  |  |                                |                                |                                |                                |                                |                                |                      |                      |                       |                       |                       |                       |                              |                              |                              |                              |                              |                              |                          |                          |                          |                          |                     |                     |                           |                           |                           |                           |                           |                           |                           |                           |                           |                           |                         |                         |                         |                         |                       |                       |                         |                         |                         |                         |                             |                             |                             |                             |                              |                              |                              |                              |                              |                              |                          |                          |                          |                          |  |  |
|  |  |                        |                        |                        |                        |                          |                          |                          |                          |                          |                          |                         |                         |                           |                           |                           |                           |                            |                            |                            |                            |                                      |                                      |                                      |                                      |                                      |                                      |                        |                        |                        |                        |                       |                       |                       |                       |  |  |                                |                                |                                |                                |                                |                                |                      |                      |                       |                       |                       |                       |                              |                              |                              |                              |                              |                              |                          |                          |                          |                          |                     |                     |                           |                           |                           |                           |                           |                           |                           |                           |                           |                           |                         |                         |                         |                         |                       |                       |                         |                         |                         |                         |                             |                             |                             |                             |                              |                              |                              |                              |                              |                              |                          |                          |                          |                          |  |  |
|  |  | Мария де Гиз 1515—1560 | Мария де Гиз 1515—1560 | Мария де Гиз 1515—1560 | Мария де Гиз 1515—1560 | Мария де Гиз 1515—1560   | Мария де Гиз 1515—1560   |                          |                          | Яков V Стюарт 1512—1542  | Яков V Стюарт 1512—1542  | Яков V Стюарт 1512—1542 | Яков V Стюарт 1512—1542 | Яков V Стюарт 1512—1542   | Яков V Стюарт 1512—1542   |                           |                           | Маргарита Дуглас 1515—1578 | Маргарита Дуглас 1515—1578 | Маргарита Дуглас 1515—1578 | Маргарита Дуглас 1515—1578 | Маргарита Дуглас 1515—1578           | Маргарита Дуглас 1515—1578           |                                      |                                      | Мэтью Стюарт 1516—1571               | Мэтью Стюарт 1516—1571               | Мэтью Стюарт 1516—1571 | Мэтью Стюарт 1516—1571 | Мэтью Стюарт 1516—1571 | Мэтью Стюарт 1516—1571 |                       |                       |                       |                       |  |  |                                |                                |                                |                                | Мария I 1516—1558              | Мария I 1516—1558              | Мария I 1516—1558    | Мария I 1516—1558    | Мария I 1516—1558     | Мария I 1516—1558     |                       |                       | Елизавета I 1533—1603        | Елизавета I 1533—1603        | Елизавета I 1533—1603        | Елизавета I 1533—1603        | Елизавета I 1533—1603        | Елизавета I 1533—1603        |                          |                          | Эдуард VI 1537—1553      | Эдуард VI 1537—1553      | Эдуард VI 1537—1553 | Эдуард VI 1537—1553 | Эдуард VI 1537—1553       | Эдуард VI 1537—1553       |                           |                           | Фрэнсис Брэндон 1517—1559 | Фрэнсис Брэндон 1517—1559 | Фрэнсис Брэндон 1517—1559 | Фрэнсис Брэндон 1517—1559 | Фрэнсис Брэндон 1517—1559 | Фрэнсис Брэндон 1517—1559 |                         |                         | Генри Грей 1517—1554    | Генри Грей 1517—1554    | Генри Грей 1517—1554  | Генри Грей 1517—1554  | Генри Грей 1517—1554    | Генри Грей 1517—1554    |                         |                         | Элеонора Брэндон 1519—1547  | Элеонора Брэндон 1519—1547  | Элеонора Брэндон 1519—1547  | Элеонора Брэндон 1519—1547  | Элеонора Брэндон 1519—1547   | Элеонора Брэндон 1519—1547   |                              |                              | Генри Клиффорд 1517—1570     | Генри Клиффорд 1517—1570     | Генри Клиффорд 1517—1570 | Генри Клиффорд 1517—1570 | Генри Клиффорд 1517—1570 | Генри Клиффорд 1517—1570 |  |  |
|  |  | Мария де Гиз 1515—1560 | Мария де Гиз 1515—1560 | Мария де Гиз 1515—1560 | Мария де Гиз 1515—1560 | Мария де Гиз 1515—1560   | Мария де Гиз 1515—1560   |                          |                          | Яков V Стюарт 1512—1542  | Яков V Стюарт 1512—1542  | Яков V Стюарт 1512—1542 | Яков V Стюарт 1512—1542 | Яков V Стюарт 1512—1542   | Яков V Стюарт 1512—1542   |                           |                           | Маргарита Дуглас 1515—1578 | Маргарита Дуглас 1515—1578 | Маргарита Дуглас 1515—1578 | Маргарита Дуглас 1515—1578 | Маргарита Дуглас 1515—1578           | Маргарита Дуглас 1515—1578           |                                      |                                      | Мэтью Стюарт 1516—1571               | Мэтью Стюарт 1516—1571               | Мэтью Стюарт 1516—1571 | Мэтью Стюарт 1516—1571 | Мэтью Стюарт 1516—1571 | Мэтью Стюарт 1516—1571 |                       |                       |                       |                       |  |  |                                |                                |                                |                                | Мария I 1516—1558              | Мария I 1516—1558              | Мария I 1516—1558    | Мария I 1516—1558    | Мария I 1516—1558     | Мария I 1516—1558     |                       |                       | Елизавета I 1533—1603        | Елизавета I 1533—1603        | Елизавета I 1533—1603        | Елизавета I 1533—1603        | Елизавета I 1533—1603        | Елизавета I 1533—1603        |                          |                          | Эдуард VI 1537—1553      | Эдуард VI 1537—1553      | Эдуард VI 1537—1553 | Эдуард VI 1537—1553 | Эдуард VI 1537—1553       | Эдуард VI 1537—1553       |                           |                           | Фрэнсис Брэндон 1517—1559 | Фрэнсис Брэндон 1517—1559 | Фрэнсис Брэндон 1517—1559 | Фрэнсис Брэндон 1517—1559 | Фрэнсис Брэндон 1517—1559 | Фрэнсис Брэндон 1517—1559 |                         |                         | Генри Грей 1517—1554    | Генри Грей 1517—1554    | Генри Грей 1517—1554  | Генри Грей 1517—1554  | Генри Грей 1517—1554    | Генри Грей 1517—1554    |                         |                         | Элеонора Брэндон 1519—1547  | Элеонора Брэндон 1519—1547  | Элеонора Брэндон 1519—1547  | Элеонора Брэндон 1519—1547  | Элеонора Брэндон 1519—1547   | Элеонора Брэндон 1519—1547   |                              |                              | Генри Клиффорд 1517—1570     | Генри Клиффорд 1517—1570     | Генри Клиффорд 1517—1570 | Генри Клиффорд 1517—1570 | Генри Клиффорд 1517—1570 | Генри Клиффорд 1517—1570 |  |  |
|  |  |                        |                        |                        |                        |                          |                          |                          |                          |                          |                          |                         |                         |                           |                           |                           |                           |                            |                            |                            |                            |                                      |                                      |                                      |                                      |                                      |                                      |                        |                        |                        |                        |                       |                       |                       |                       |  |  |                                |                                |                                |                                |                                |                                |                      |                      |                       |                       |                       |                       |                              |                              |                              |                              |                              |                              |                          |                          |                          |                          |                     |                     |                           |                           |                           |                           |                           |                           |                           |                           |                           |                           |                         |                         |                         |                         |                       |                       |                         |                         |                         |                         |                             |                             |                             |                             |                              |                              |                              |                              |                              |                              |                          |                          |                          |                          |  |  |
|  |  |                        |                        |                        |                        |                          |                          |                          |                          |                          |                          |                         |                         |                           |                           |                           |                           |                            |                            |                            |                            |                                      |                                      |                                      |                                      |                                      |                                      |                        |                        |                        |                        |                       |                       |                       |                       |  |  |                                |                                |                                |                                |                                |                                |                      |                      |                       |                       |                       |                       |                              |                              |                              |                              |                              |                              |                          |                          |                          |                          |                     |                     |                           |                           |                           |                           |                           |                           |                           |                           |                           |                           |                         |                         |                         |                         |                       |                       |                         |                         |                         |                         |                             |                             |                             |                             |                              |                              |                              |                              |                              |                              |                          |                          |                          |                          |  |  |
|  |  |                        |                        |                        |                        | Мария Стюарт 1542—1587   | Мария Стюарт 1542—1587   | Мария Стюарт 1542—1587   | Мария Стюарт 1542—1587   | Мария Стюарт 1542—1587   | Мария Стюарт 1542—1587   |                         |                         |                           |                           |                           |                           |                            |                            |                            |                            | Генри Стюарт (лорд Дарнли) 1545—1567 | Генри Стюарт (лорд Дарнли) 1545—1567 | Генри Стюарт (лорд Дарнли) 1545—1567 | Генри Стюарт (лорд Дарнли) 1545—1567 | Генри Стюарт (лорд Дарнли) 1545—1567 | Генри Стюарт (лорд Дарнли) 1545—1567 |                        |                        |                        |                        |                       |                       |                       |                       |  |  |                                |                                |                                |                                |                                |                                |                      |                      |                       |                       |                       |                       |                              |                              |                              |                              |                              |                              |                          |                          |                          |                          |                     |                     | Джейн Грей ок.1537—1554   | Джейн Грей ок.1537—1554   | Джейн Грей ок.1537—1554   | Джейн Грей ок.1537—1554   | Джейн Грей ок.1537—1554   | Джейн Грей ок.1537—1554   |                           |                           | Катерина Грей 1540—1568   | Катерина Грей 1540—1568   | Катерина Грей 1540—1568 | Катерина Грей 1540—1568 | Катерина Грей 1540—1568 | Катерина Грей 1540—1568 |                       |                       | Мария Грей ок.1545—1578 | Мария Грей ок.1545—1578 | Мария Грей ок.1545—1578 | Мария Грей ок.1545—1578 | Мария Грей ок.1545—1578     | Мария Грей ок.1545—1578     |                             |                             | Маргарита Клиффорд 1540—1596 | Маргарита Клиффорд 1540—1596 | Маргарита Клиффорд 1540—1596 | Маргарита Клиффорд 1540—1596 | Маргарита Клиффорд 1540—1596 | Маргарита Клиффорд 1540—1596 |                          |                          |                          |                          |  |  |
|  |  |                        |                        |                        |                        | Мария Стюарт 1542—1587   | Мария Стюарт 1542—1587   | Мария Стюарт 1542—1587   | Мария Стюарт 1542—1587   | Мария Стюарт 1542—1587   | Мария Стюарт 1542—1587   |                         |                         |                           |                           |                           |                           |                            |                            |                            |                            | Генри Стюарт (лорд Дарнли) 1545—1567 | Генри Стюарт (лорд Дарнли) 1545—1567 | Генри Стюарт (лорд Дарнли) 1545—1567 | Генри Стюарт (лорд Дарнли) 1545—1567 | Генри Стюарт (лорд Дарнли) 1545—1567 | Генри Стюарт (лорд Дарнли) 1545—1567 |                        |                        |                        |                        |                       |                       |                       |                       |  |  |                                |                                |                                |                                |                                |                                |                      |                      |                       |                       |                       |                       |                              |                              |                              |                              |                              |                              |                          |                          |                          |                          |                     |                     | Джейн Грей ок.1537—1554   | Джейн Грей ок.1537—1554   | Джейн Грей ок.1537—1554   | Джейн Грей ок.1537—1554   | Джейн Грей ок.1537—1554   | Джейн Грей ок.1537—1554   |                           |                           | Катерина Грей 1540—1568   | Катерина Грей 1540—1568   | Катерина Грей 1540—1568 | Катерина Грей 1540—1568 | Катерина Грей 1540—1568 | Катерина Грей 1540—1568 |                       |                       | Мария Грей ок.1545—1578 | Мария Грей ок.1545—1578 | Мария Грей ок.1545—1578 | Мария Грей ок.1545—1578 | Мария Грей ок.1545—1578     | Мария Грей ок.1545—1578     |                             |                             | Маргарита Клиффорд 1540—1596 | Маргарита Клиффорд 1540—1596 | Маргарита Клиффорд 1540—1596 | Маргарита Клиффорд 1540—1596 | Маргарита Клиффорд 1540—1596 | Маргарита Клиффорд 1540—1596 |                          |                          |                          |                          |  |  |
|  |  |                        |                        |                        |                        |                          |                          |                          |                          |                          |                          |                         |                         |                           |                           |                           |                           |                            |                            |                            |                            |                                      |                                      |                                      |                                      |                                      |                                      |                        |                        |                        |                        |                       |                       |                       |                       |  |  |                                |                                |                                |                                |                                |                                |                      |                      |                       |                       |                       |                       |                              |                              |                              |                              |                              |                              |                          |                          |                          |                          |                     |                     |                           |                           |                           |                           |                           |                           |                           |                           |                           |                           |                         |                         |                         |                         |                       |                       |                         |                         |                         |                         |                             |                             |                             |                             |                              |                              |                              |                              |                              |                              |                          |                          |                          |                          |  |  |
|  |  |                        |                        |                        |                        |                          |                          |                          |                          |                          |                          |                         |                         | Яков VI Стюарт            |                           |                           |                           |                            |                            |                            |                            |                                      |                                      |                                      |                                      |                                      |                                      |                        |                        |                        |                        |                       |                       |                       |                       |  |  |                                |                                |                                |                                |                                |                                |                      |                      |                       |                       |                       |                       |                              |                              |                              |                              |                              |                              |                          |                          |                          |                          |                     |                     |                           |                           |                           |                           |                           |                           |                           |                           |                           |                           |                         |                         |                         |                         |                       |                       |                         |                         |                         |                         |                             |                             |                             |                             |                              |                              |                              |                              |                              |                              |                          |                          |                          |                          |  |  |

Примечания: Наследники Эдуарда VI по завещанию Генриха VIII:   первой очереди   второй очереди.   Скончавшиеся по 6 июля 1553 года включительно и их супруги  
После правления Генриха VIII, объявившего себя главой Церкви и отлучённого папой римским, в стране было разрушено больше половины церквей и монастырей. После Эдуарда, чьи приближённые разворовали казну, на долю Марии выпала сложная задача. Ей досталась бедная страна, которую необходимо было возрождать из нищеты.
За первые полгода на престоле Мария казнила 16-летнюю Джейн Грей, её мужа, Гилфорда Дадли, отца, Генри Грея, и свёкра — Джона Дадли. Будучи по натуре не склонной к жестокости, Мария долго не могла решиться отправить на плаху свою родственницу. Мария понимала, что Джейн была лишь пешкой в чужих руках и вовсе не стремилась стать королевой. Вначале суд над Джейн Грей и её мужем планировался как пустая формальность — Мария рассчитывала сразу же помиловать молодую чету. Но судьбу «королевы девяти дней» решил начавшийся в январе 1554 года мятеж Томаса Уайатта. Джейн Грей и Гилфорд Дадли были обезглавлены в Тауэре 12 февраля 1554 года.
Она вновь приблизила к себе тех людей, которые совсем недавно были против неё, зная, что они в состоянии помочь ей в управлении страной. Она начала восстановление в государстве католической веры, реконструкцию монастырей. Вместе с тем на период её правления пришлось большое число казней протестантов.
С февраля 1555 года в Англии запылали костры. Всего было сожжено около трёхсот человек, среди них ярые протестанты, иерархи церкви — Кранмер, Ридли, Латимер и другие, на совести которых была как Реформация в Англии, так и раскол внутри страны. Было приказано не щадить даже тех, кто, оказавшись перед костром, соглашался принять католичество. Впоследствии в правление Елизаветы I с целью опорочить предшественницу было придумано прозвище её сестре — Мария Кровавая. Хотя царствование самой Елизаветы было более жестоким, создание «чёрной легенды» для Марии I создавало выгодный фон для Елизаветы. Нередкая практика для Тюдоров — очернять предшественников, а то и приписывать им собственные преступления. Как было с дедом Марии и Елизаветы Генрихом VII, оболгавшим Ричарда III, приписав ему убийство малолетних племянников при том, что наиболее вероятным убийцей был сам Генрих VII.
Летом 1554 года Мария вышла замуж за Филиппа — сына Карла V. Он был на двенадцать лет моложе своей жены. По брачному договору, Филипп не имел права вмешиваться в управление государством; дети, рождённые от этого брака, становились наследниками английского трона. В случае преждевременной смерти королевы Филипп должен был вернуться назад в Испанию.
Народ невзлюбил нового мужа королевы. Хотя королева пыталась через парламент провести решение о том, чтобы считать Филиппа королём Англии, но парламент ей в этом отказал.
Испанский король был напыщен и высокомерен; свита, прибывшая с ним, вела себя вызывающе. На улицах стали происходить кровавые стычки между англичанами и испанцами.

## Последние годы

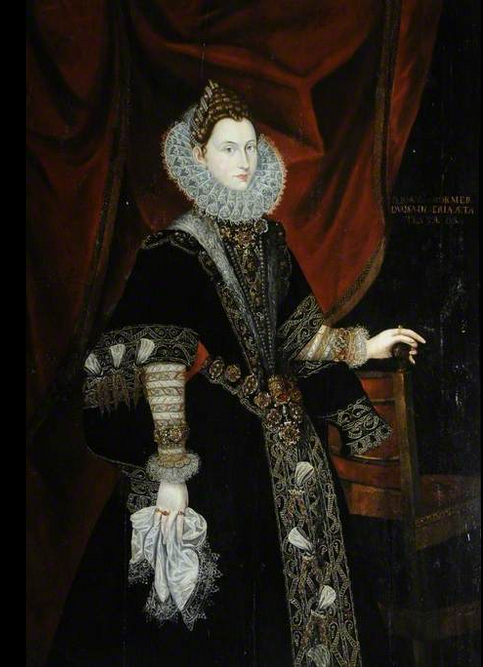
Джейн Дормер (герцогиня Фериа) — основная свидетельница последних дней жизни Марии. Алонсо Санчес Коэльо, 1563

В 1557 году в Европу пришла «лихорадка» (англ. ague или fever) вирусной природы, ставшая самой страшной эпидемией XVI столетия. В Англии её пик, сопоставимый по смертности с потерями от чёрной смерти, пришёлся на осень урожайного 1558 года: на южном побережье страны «лихорадкой» переболело более половины населения. Известные тогда чума и английский пот поражали людей быстро и беспощадно; новая болезнь была длительной, вялотекущей, а её исход — непредсказуемым. Смертность была особенно велика среди приезжих из континентальной Европы, дворянства и духовенства, а самыми известными жертвами «лихорадки» стали кардинал Поул и сама королева.
В конце августа 1558 года от «лихорадки» слегла двадцатилетняя камеристка Марии Джейн Дормер (будущая герцогиня Фериа), а когда она выздоровела — пришёл черёд Марии. С первыми проявлениями болезни королева удалилась в Сент-Джеймсский дворец. Современные историки описывают течение болезни по-разному: Дэвид Лодс считает, что после августовского приступа наступила ремиссия, за которой в октябре последовало смертельное обострение; Линда Портер считает, что Мария медленно и неотвратимо угасала в течение всей осени. К концу октября она слегла окончательно и поняла, что ей не выжить. Люди, на которых она обычно опиралась, уже не могли помочь ей: кардинал Поул страдал той же «лихорадкой», а в октябре в Лондон пришли вести о смерти Карла V и его сестры. Филипп, занятый похоронами отца и войной во Фландрии, помочь нелюбимой супруге не мог, да и не собирался: его интересовала лишь бескровная передача английской короны Елизавете и сохранение дружественных отношений с новой королевой.
Несмотря на упадок сил и вражду с сестрой, Мария тоже беспокоилась за судьбу страны. 28 октября она утвердила завещание в пользу пока не называемой преемницы и отрешила Филиппа от каких-либо прав на Англию. 8 ноября, когда Мария уже впала в бессознательное состояние, её посланники передали Елизавете устное благословение королевы. Рано утром 17 ноября Мария ненадолго пришла в сознание, отслушала католическую мессу и вскоре тихо скончалась. В тот же день, узнав о смерти королевы, умер и кардинал Поул.
Спустя два часа после кончины Марии, был созван парламент с объявлением о том, что Елизавета сейчас является «королевой сего королевства».
Елизавета, поддерживаемая знатью и парламентом, немедленно приняла управление страной. Тщательно спланированная и организованная церемония похорон Марии, стоившая казне 7763 фунта, состоялась лишь 13—14 декабря 1558 года. Гроб захоронили в капелле Генриха VII Вестминстерского аббатства. В 1606 году по воле Якова I в ту же могилу перезахоронили скончавшуюся в 1603 году Елизавету, и с тех пор единокровные сёстры лежат под одним надгробием, на котором установлена единственная скульптура — Елизаветы. Латинская эпитафия на могиле гласит: «Союзницы на троне и в могиле, сёстры Елизавета и Мария лежат здесь в надежде на воскрешение» (лат. Regno consortes et urna, hic obdormimus Elizabetha et Maria sorores, in spe resurrectionis).

## Портреты Марии Тюдор

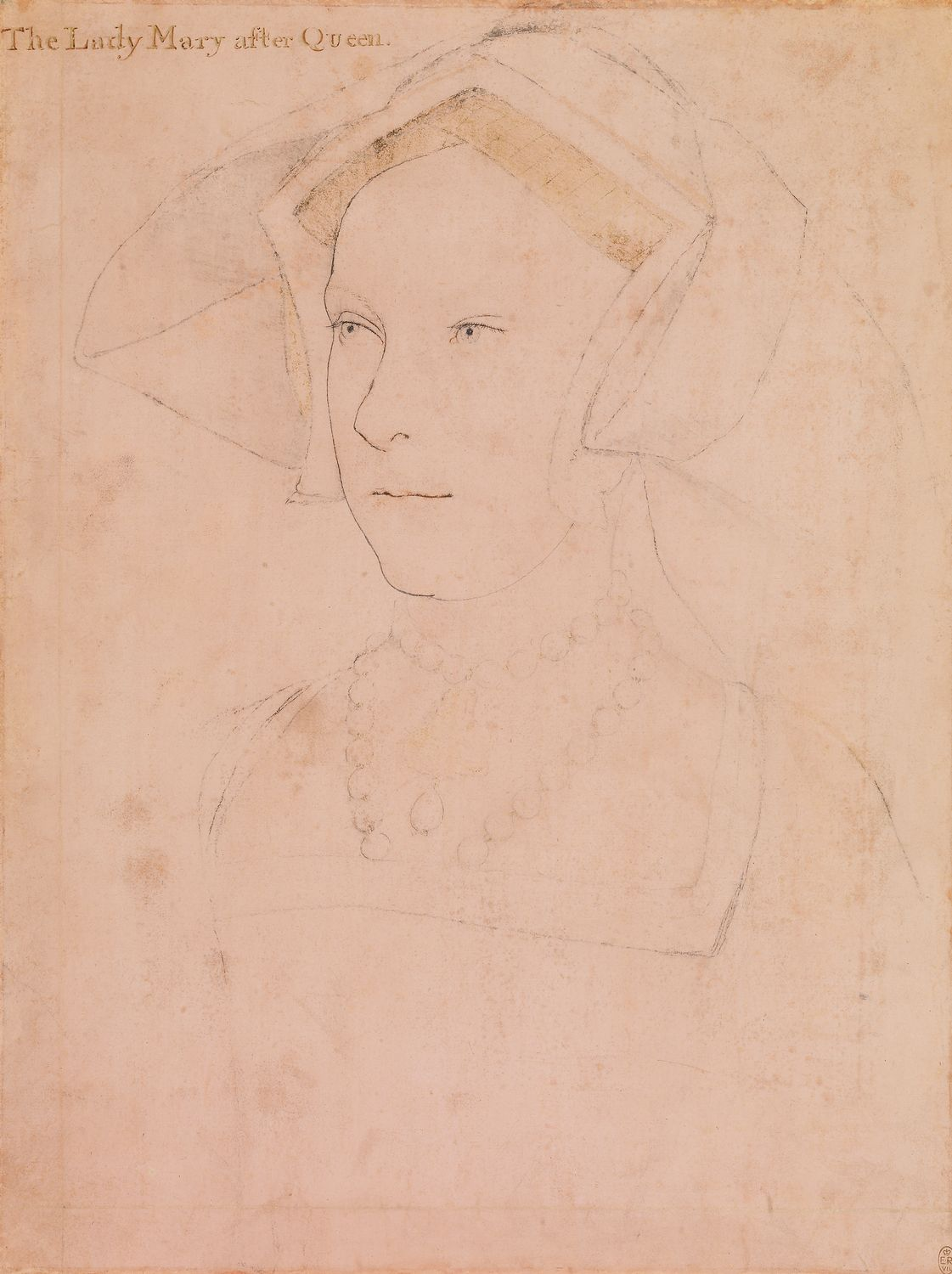
Ганс Гольбейн-младший, 1536
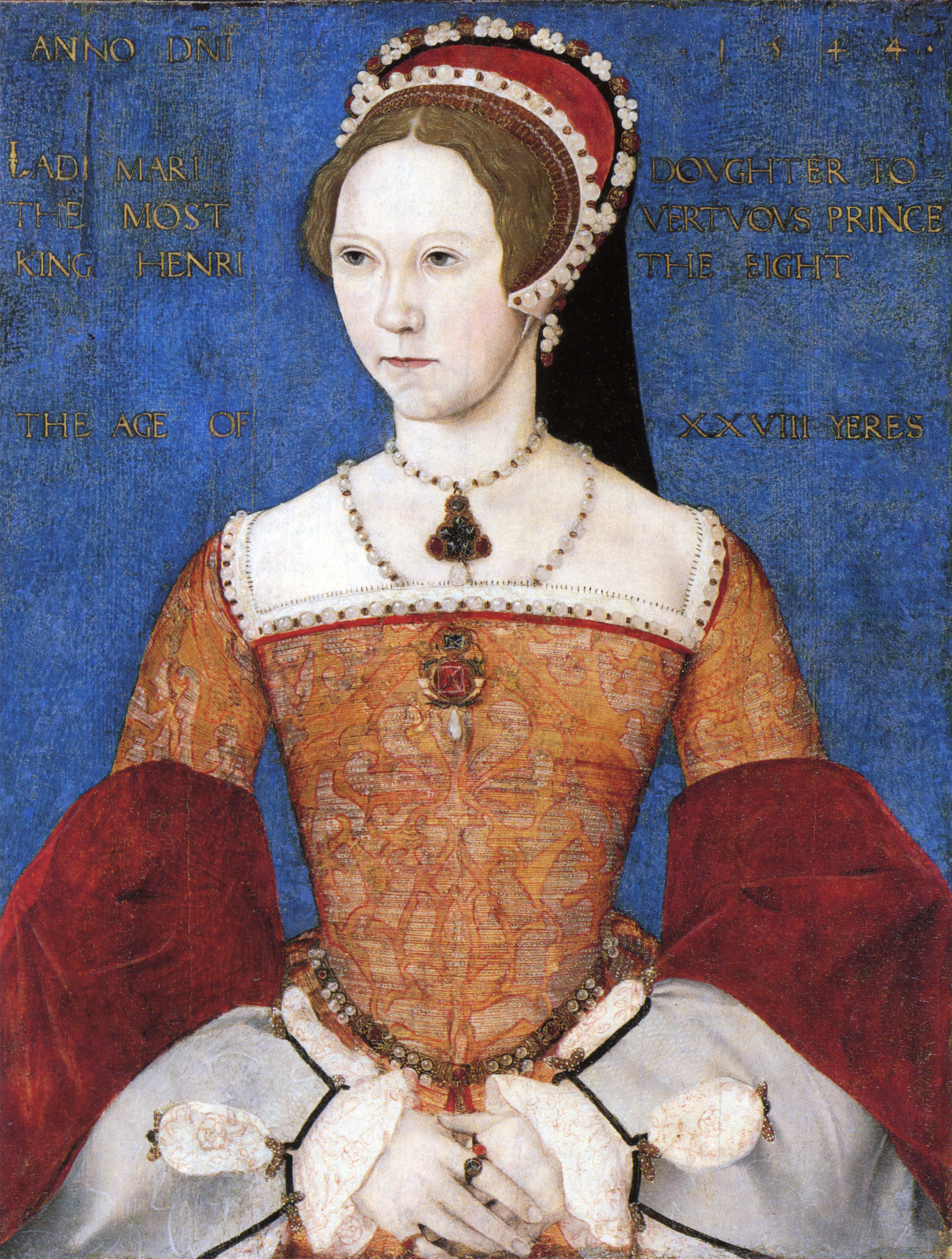
«Мастер Джон», 1544
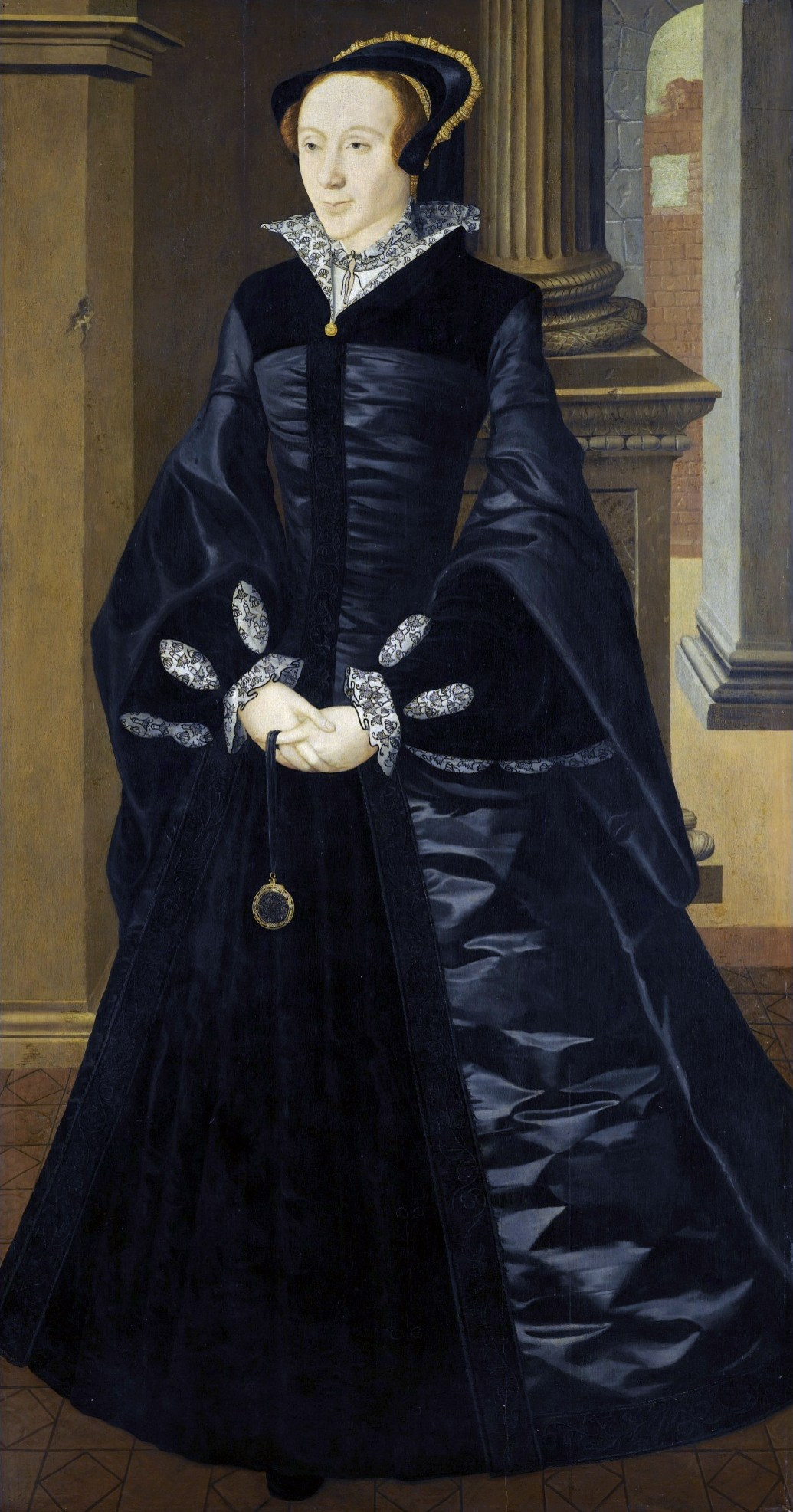
Уильям Скротс[англ.], 1550
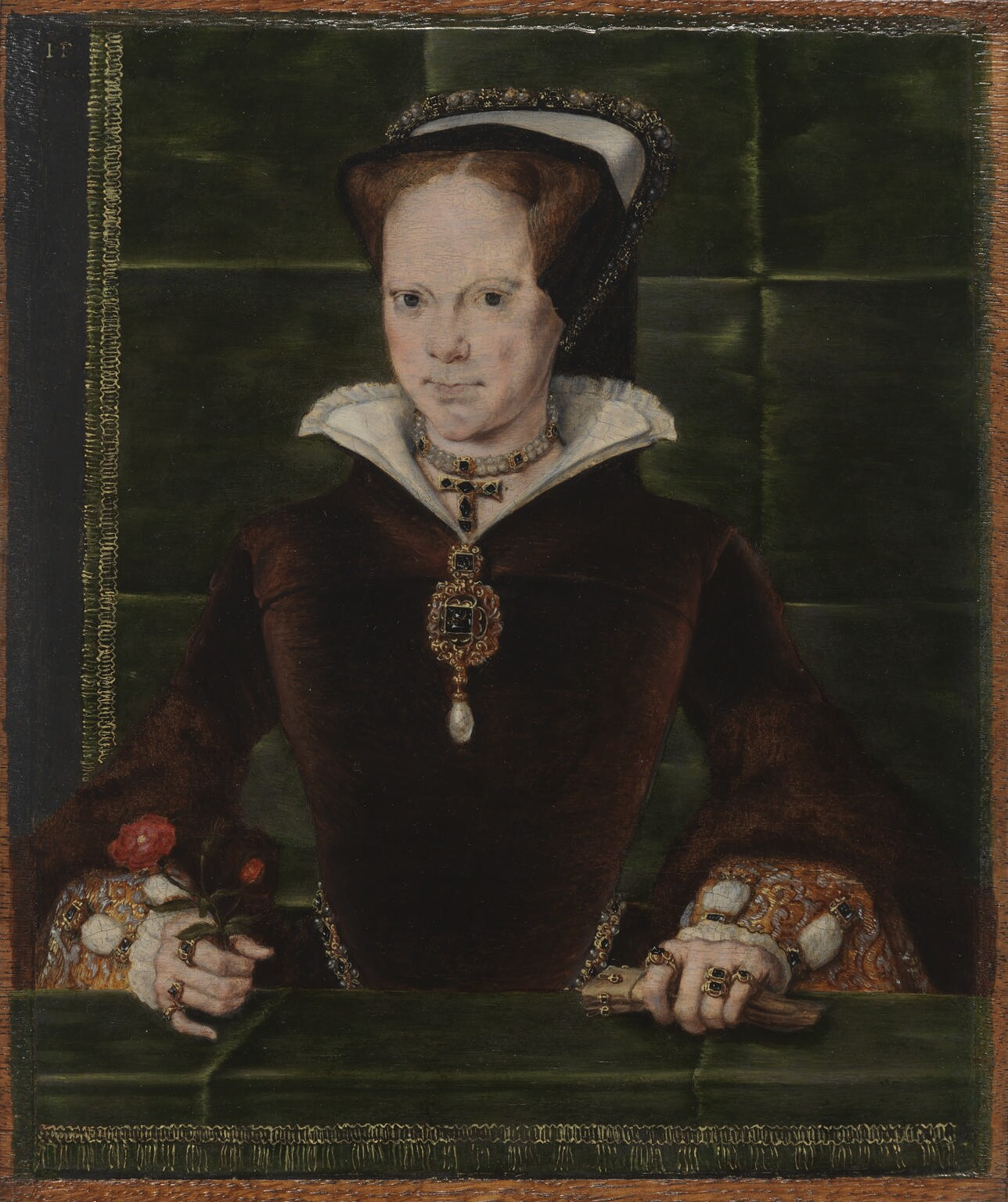
Ганс Эворт, 1554
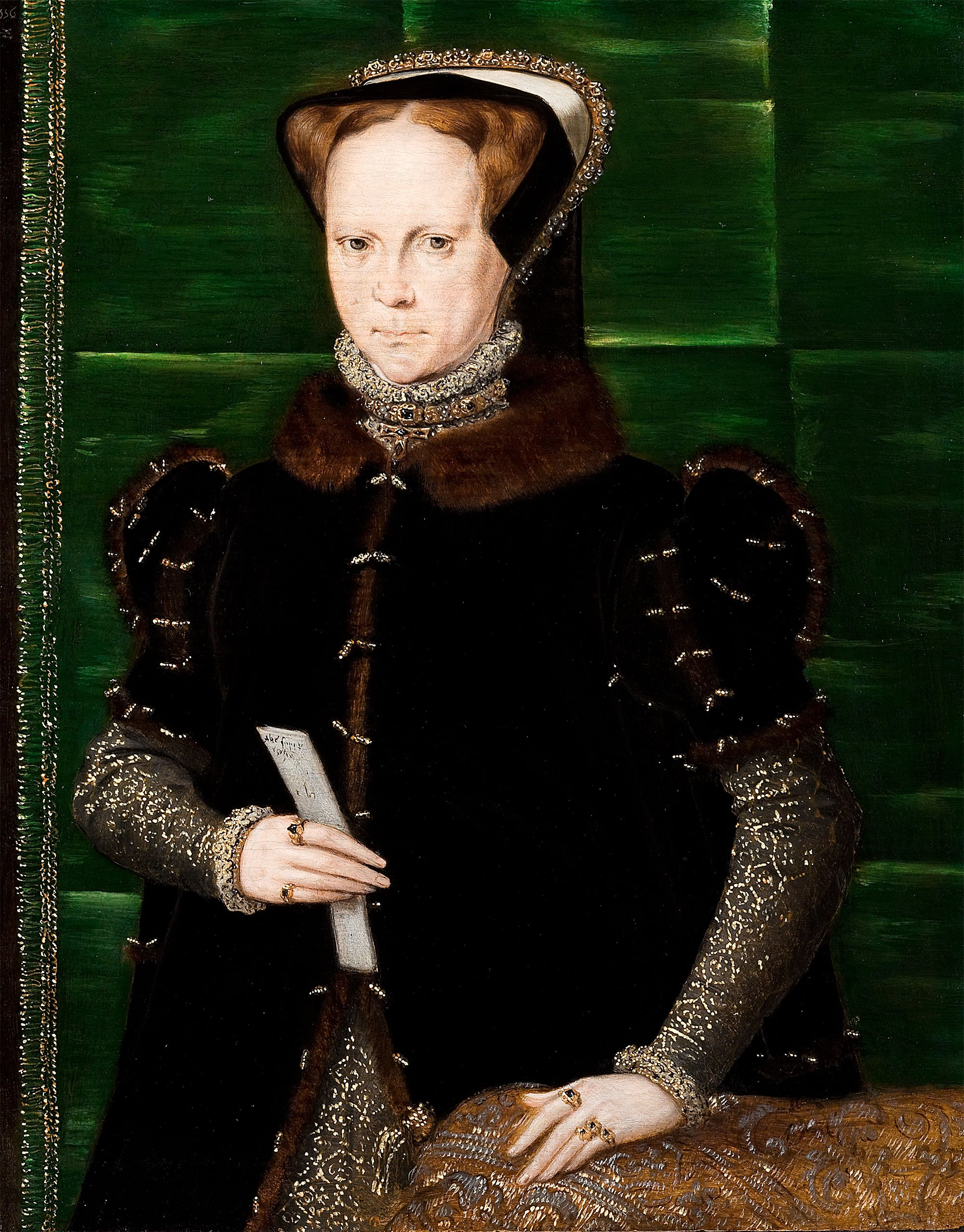
Ганс Эворт, 1554

В молодости Марию Тюдор изображали Ганс Гольбейн-младший и «Мастер Джон», в 1550 году Уильям Скротс, в период её правления — Ганс Эворт, написавший три разных портрета, и Антонис Мор. В отличие от многочисленных портретов Елизаветы, выполненных в броском национальном английском стиле, портреты Эворта и Мора в той или иное мере воспроизводят манеру Тициана и принадлежат не новому времени, но уже завершающейся эпохе Возрождения.
Самый ранний из надёжно атрибутированных портретов Марии написал в 1544 году «мастер Джон». На этом портрете 28-летняя Мария всё ещё красива, но её лучшие годы уже позади. Невыразительные глаза, опущенные вниз уголки рта — признаки душевных страданий, перенесённых в 1530-е годы. Эти же черты, запечатлённые на позднейших портретах, определили восприятие образа Марии историками. Джеффри Элтон считал, что на них изображена «желчная и ограниченная» женщина, полная противоположность своим отцу и сестре. Пенри Уильямс писал, что Мария Эворта и Мора — «хмурая, блёклая и подавленная [женщина], лишённая искры образа Божия» и королевского величия; это «обыкновенная женщина, способная завоевать наши симпатии, но не внушающая почтения».
Самым выразительным из прижизненных изображений королевы является портрет в технике кьяроскуро, написанный Антонисом Мором по заказу Карла V в 1554 году, вскоре после бракосочетания с Филиппом (в 1557 году этот портрет был воспроизведён в анонимном парном изображении Филиппа и Марии). Мор, придворный живописец Карла и Филиппа, не был ничем связан с английским обществом и не был заинтересован в лакировке образа Марии; вероятно, что натурализм его картины была продиктован самим заказчиком. На портрете Мора Мария, уже немолодая женщина, сидит в естественной позе, её лицо ярко освещено, черты лица — неправильные. Брошь на шее Марии, украшенная легендарной жемчужиной — свадебный подарок Габсбургов, роза в её правой руке — эмблема дома Тюдоров и одновременно эмблема девы Марии, а потому, возможно, и намёк на ожидаемую беременность королевы. Если это предположение верно, то Мария на этом портрете — не самостоятельный правитель, а лишь супруга короля из дома Габсбургов.
В правление Марии ходили лубочные карикатуры, изображавшие «кровавую» королеву в образе самки со множеством сосков, выкармливающих епископов, попов и испанцев. Историк XVIII века Томас Карт писал, что в дома вельмож и самой королевы тайно подбрасывали прокламации, на которой Мария была изображена «голой, тощей, морщинистой и усохшей, с дряблыми и невероятно отвисшими грудями…» Анонимные авторы поясняли читателю, что королева выглядит так потому, что толпящиеся у трона испанцы обобрали её, оставив лишь кожу да кости.

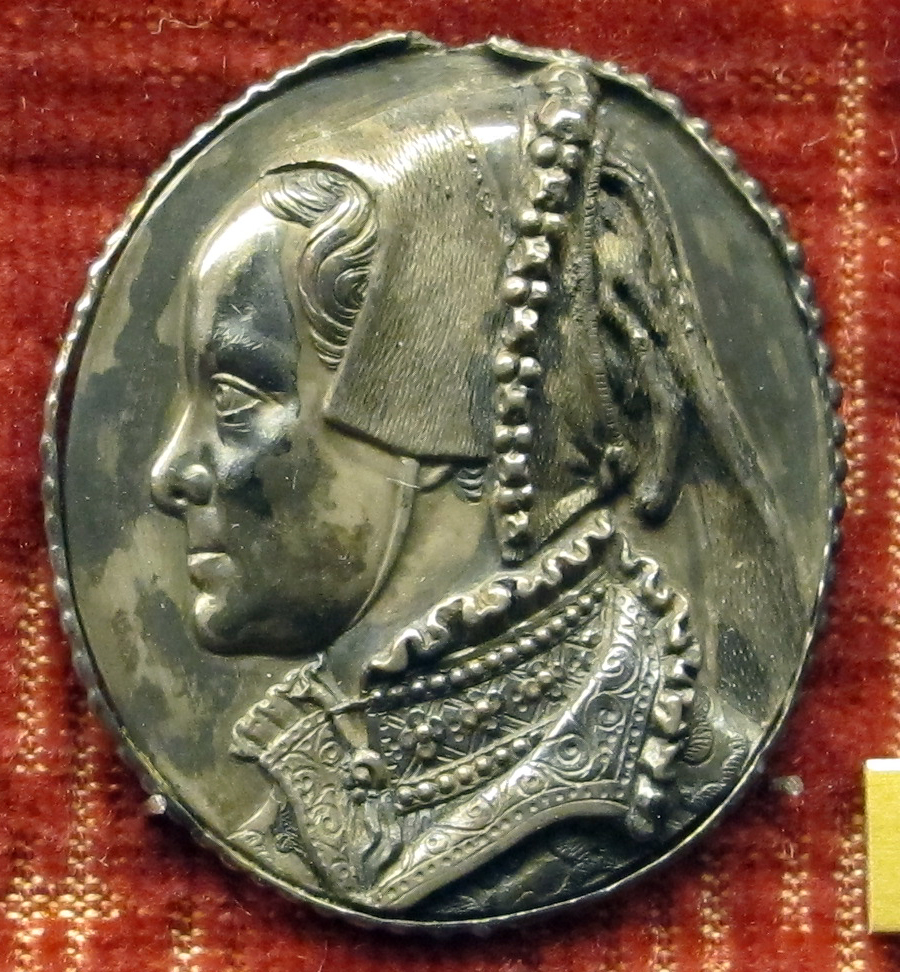
Медальон 1554 года

Прижизненные скульптурные портреты Марии в профиль выполнил придворный медальер Габсбургов Джакомо Ниццола (исп. Jacome da Trezzo, Jacometrezzo), приезжавший в Лондон в 1554 году. Дошла до наших дней и погребальная эффигия Марии. Деревянная голова этой эффигии выставлена в постоянной экспозиции Вестминстерского аббатства.

## Комментарии
1. ↑  Современное медицинское представление о событиях 1557—1558 годов как об эпидемии ОРВИ, не достигшей масштабов пандемии, изложено, например, в Cuhna, B. D. Influenza: historical aspects of epidemics and pandemics // Infectious Disease Clinics of North America. — 2004. — Vol. 18. — P. 141—155. Архивировано 3 декабря 2013 года.
2. ↑  Эти смерти не были связаны с эпидемией «лихорадки». Мария Австрийская незадолго до смерти пережила два сердечных приступа, а Карл V, по современным исследованиям, умер от малярии (de Zulueta,J. The cause of death of Emperor Charles V // Parassitologia. — 2007. — Июнь (vol. 49, № 1–2). — С. 107–109. — PMID 18412053. Архивировано 15 января 2018 года.)
3. ↑  Whitelock, 2010, p. 1: В 1603 году Елизавету похоронили в самом почётном месте Аббатства, между Генрихом VII и Елизаветой Йоркской. Яков, придя к власти, решил забрать эту могилу для себя, что и потребовало перезахоронения Елизаветы..
4. ↑  Тициан был личным портретистом Филиппа II с 1549 года. Прямые и косвенные связи Тициана с двором Филиппа и Марии рассматриваются в Charles Hope. Titian, Philip II and Mary Tudor // England and the Continental Renaissance: Essays in Honour of J.B. Trapp. — Boydell & Brewer, 1990. — P. 53—66. — 322 p. — ISBN 9780851152707..
5. ↑  Эта жемчужина, одна из крупнейших в мире, принадлежала последовательно португальским, испанским и английским монархам и бесследно исчезла в XVII веке. В 2004 году «жемчужина Марии Тюдор» объявилась в Лондоне — см. Giant pearl linked to Bloody Mary. // Sunday Times (12 мая 2013). Дата обращения: 24 ноября 2013. Архивировано из оригинала 3 декабря 2013 года.